# 梅布魯克 (紐約州)
梅布魯克（英語：Maybrook）是位於美國紐約州奧蘭治縣的村。

## 人口
根據2020年美國人口普查的數據，梅布魯克的面積為3.52平方千米，當中陸地面積為3.51平方千米，而水域面積為0.01平方千米。當地共有人口3150人，而人口密度為每平方千米895人。